# Lilium sargentiae
Lilium sargentiae (chinesisch 瀘定百合 / 泸定百合, Pinyin Lúdìng bǎihé) (Syn.: Lilium omeiense) ist eine Art aus der Gattung der Lilien (Lilium) in der Trompeten-Lilien-Sektion innerhalb der Familie der Liliengewächse (Liliaceae).

Lilium sargentiae

## Beschreibung
Lilium sargentiae erreicht eine Wuchshöhe von 45 cm bis 160 cm. Die Zwiebeln sind rundlich und erreichen einen Durchmesser von bis zu 15 cm, sie sind mit purpurnen Schuppen überzogen. Der Stängel ist papillös. Die Laubblätter sind schmal und lanzettförmig, zwischen 5,5 cm und 12 cm lang und 1 cm bis zu 3 cm breit. Sie sind um den Stängel verteilt und bilden ähnlich wie bei Lilium sulphureum Achselbulbillen in den Blattachseln aus. Im Unterschied zu denen von Lilium sulphureum sind diese aber grün.

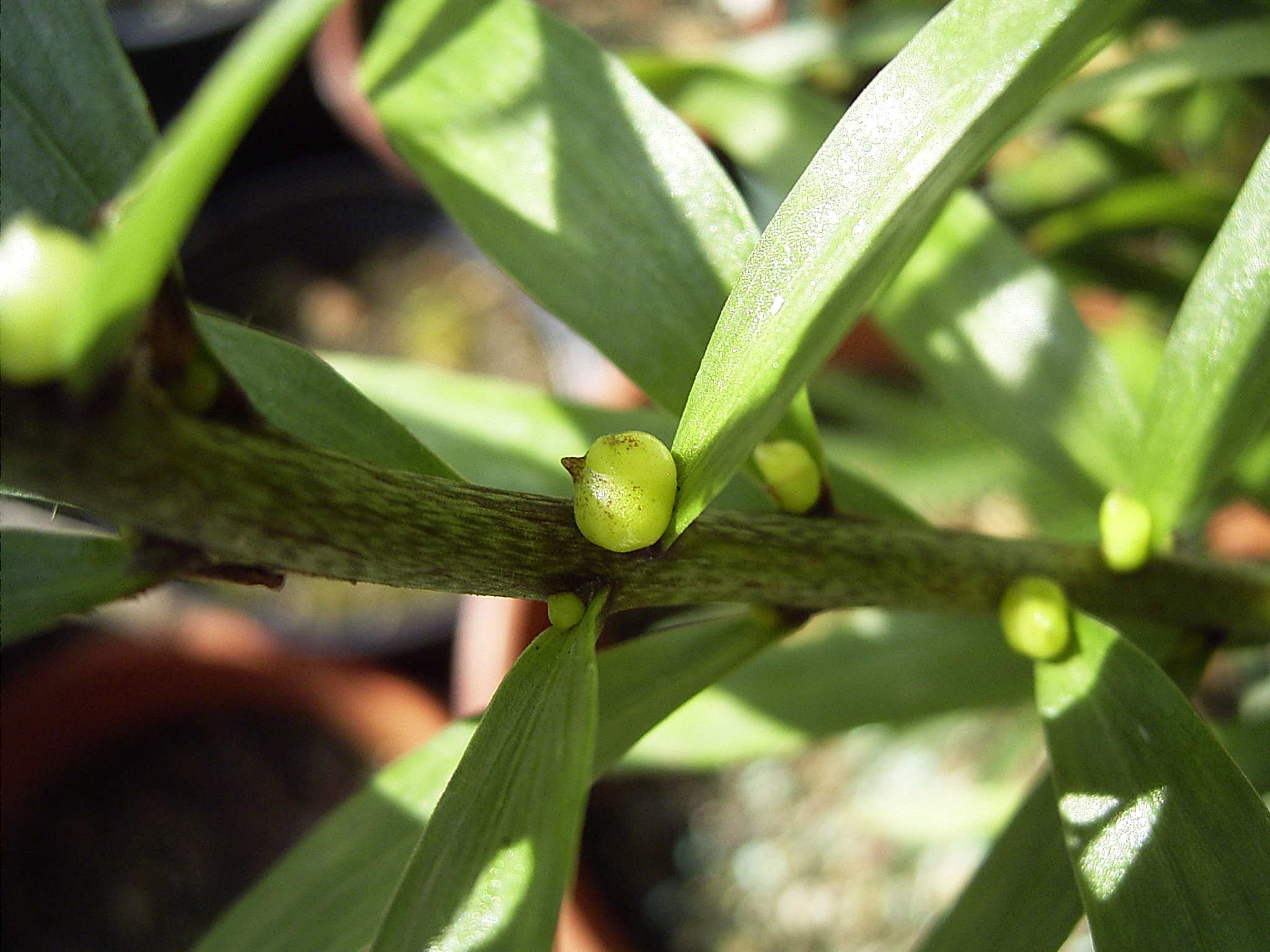
Achselbulbillen Lilium sargentiae

Die Pflanze blüht von Juni bis August mit einer einzelnen oder zwei bis vier in einer Dolde horizontal stehenden Blüten in Trompetenform mit einem süßen, starken Duft. Die zwittrigen Blüten sind dreizählig. Die sechs gleichgestalteten Blütenhüllblätter (Tepalen) sind an der Spitze zurückgerollt und 14 bis 17 cm lang sowie zwischen 2 cm und 2,8 cm breit. Die Grundfarbe der Blüten ist reinweiß, zur Basis innen gelblich-grün überlaufen und an der Außenseite mir purpurnem Ton. Die Antheren sind etwa 15 mm lang und wie die Pollen braun, die Filamente sind bis zu 13 cm lang und flaumig. Der Fruchtknoten ist purpurn und der Griffel etwa 11 cm lang. Die Samen reifen bis Oktober in 6 cm bis 7 cm großen länglichen Samenkapseln heran und keimen sofortig-epigäisch.
Die Chromosomenzahl beträgt 2n = 24.

## Verbreitung
Lilium sargentiae braucht einen gut drainierten, lehmigen Boden im Halbschatten, sie wachsen am besten an Rändern von Dickichten und grasigen Hängen in Höhenlagen zwischen 500 und 2000 m.
Die Art ist in der Provinz Sichuan in der Volksrepublik China heimisch, vereinzelt wurden Pflanzen in Yunnan gefunden, die aber eingeschleppt sein könnten.

## Taxonomie
Lilium sargentiae wurde 1912 von Ernest Henry Wilson in Gardeners' Chronicle Serie 3, Band 51 Seite 385 erstbeschrieben.